# Olympische Sommerspiele 2012/Teilnehmer (Albanien)
| Gelbes Symbol für Goldmedaillen mit stilisierten Olympischen Ringen | Graues Symbol für Silbermedaillen mit stilisierten Olympischen Ringen | Braundes Symbol für Bronzemedaillen mit stilisierten Olympischen Ringen |
| ------------------------------------------------------------------- | --------------------------------------------------------------------- | ----------------------------------------------------------------------- |
| —                                                                   | —                                                                     | —                                                                       |

Albanien nahm in London an den Olympischen Spielen 2012 teil. Es war die insgesamt siebte Teilnahme an Olympischen Sommerspielen. Das Komiteti Olimpik Kombëtar Shqiptar nominierte elf Athleten in fünf Sportarten. Die gebürtige Kosovarin Majlinda Kelmendi trat im Judo für Albanien an, nachdem das IOC einer Teilnahme für den Kosovo und als Unabhängige Olympiateilnehmerin eine Absage erteilte.
Fahnenträgerin bei der Eröffnungsfeier war die Gewichtheberin Romela Begaj.
Der Gewichtheber Hysen Pulaku wurde am ersten Wettkampftag nach einer positiven Dopingprobe von den Spielen ausgeschlossen.

## Teilnehmer nach Sportarten

### Gewichtheben
| Athleten       | Wettbewerb       | Reißen                | Reißen                | Stoßen        | Stoßen        | Zweikampf     | Zweikampf     | Rang |
| Athleten       | Wettbewerb       | Gewicht               | Rang                  | Gewicht       | Rang          | Gewicht       | Rang          | Rang |
| -------------- | ---------------- | --------------------- | --------------------- | ------------- | ------------- | ------------- | ------------- | ---- |
| Frauen         |                  |                       |                       |               |               |               |               |      |
| Romela Begaj   | Klasse bis 58 kg | 101 kg                | 11                    | 115 kg        | 11            | 216 kg        | 11            | 11   |
| Männer         |                  |                       |                       |               |               |               |               |      |
| Briken Calja   | Klasse bis 69 kg | 143 kg                | 9                     | 177 kg        | 9             | 320 kg        | 9             | 9    |
| Daniel Godelli | Klasse bis 69 kg | kein gültiger Versuch | kein gültiger Versuch | ausgeschieden | ausgeschieden | ausgeschieden | ausgeschieden | –    |
| Endri Karina   | Klasse bis 94 kg | 155 kg                | 14                    | 195 kg        | 14            | 350 kg        | 14            | 14   |

### Judo
| Athleten          | Wettbewerb       | 1. Runde Round of 64 | 1. Runde Round of 64 | 2. Runde Round of 32 | 2. Runde Round of 32 | Achtelfinale Round of 16 | Achtelfinale Round of 16 | Viertelfinale Quarter Final | Viertelfinale Quarter Final | Hoffnungsrunde Halbfinale Repechage | Hoffnungsrunde Halbfinale Repechage | Halbfinale    | Halbfinale    | Hoffnungsrunde Finale Bronze Medal | Hoffnungsrunde Finale Bronze Medal | Finale        | Finale        | Rang |
| Athleten          | Wettbewerb       | Gegner               | Ergebnis             | Gegner               | Ergebnis             | Gegner                   | Ergebnis                 | Gegner                      | Ergebnis                    | Gegner                              | Ergebnis                            | Gegner        | Ergebnis      | Gegner                             | Ergebnis                           | Gegner        | Ergebnis      | Rang |
| ----------------- | ---------------- | -------------------- | -------------------- | -------------------- | -------------------- | ------------------------ | ------------------------ | --------------------------- | --------------------------- | ----------------------------------- | ----------------------------------- | ------------- | ------------- | ---------------------------------- | ---------------------------------- | ------------- | ------------- | ---- |
| Frauen            |                  |                      |                      |                      |                      |                          |                          |                             |                             |                                     |                                     |               |               |                                    |                                    |               |               |      |
| Majlinda Kelmendi | Klasse bis 52 kg | –                    | –                    | Jaana Sundberg       | 110 - 001            | Christianne Legentil     | 0101 - 1001              | ausgeschieden               | ausgeschieden               | ausgeschieden                       | ausgeschieden                       | ausgeschieden | ausgeschieden | ausgeschieden                      | ausgeschieden                      | ausgeschieden | ausgeschieden | 9    |

### Leichtathletik
Laufen und Gehen
| Athleten       | Wettbewerb | Vorlauf                           | Vorlauf                           | Halbfinale                        | Halbfinale                        | Finale                            | Finale                            | Rang                              |
| Athleten       | Wettbewerb | Zeit                              | Rang                              | Zeit                              | Rang                              | Zeit                              | Rang                              | Rang                              |
| -------------- | ---------- | --------------------------------- | --------------------------------- | --------------------------------- | --------------------------------- | --------------------------------- | --------------------------------- | --------------------------------- |
| Frauen         |            |                                   |                                   |                                   |                                   |                                   |                                   |                                   |
| Klodiana Shala | 200 m      | wegen Verletzung nicht angetreten | wegen Verletzung nicht angetreten | wegen Verletzung nicht angetreten | wegen Verletzung nicht angetreten | wegen Verletzung nicht angetreten | wegen Verletzung nicht angetreten | wegen Verletzung nicht angetreten |

Springen und Werfen
| Athleten       | Wettbewerb  | Qualifikation | Qualifikation | Finale        | Finale        | Rang |
| Athleten       | Wettbewerb  | Weite/Höhe    | Rang          | Weite/Höhe    | Rang          | Rang |
| -------------- | ----------- | ------------- | ------------- | ------------- | ------------- | ---- |
| Männer         |             |               |               |               |               |      |
| Adriatik Hoxha | Kugelstoßen | 17,58 m       | 37            | ausgeschieden | ausgeschieden | 37   |

### Schießen
| Athleten     | Wettbewerb         | Qualifikation | Qualifikation | Finale        | Finale        | Ringe | Rang |
| Athleten     | Wettbewerb         | Ringe         | Rang          | Ringe         | Rang          | Ringe | Rang |
| ------------ | ------------------ | ------------- | ------------- | ------------- | ------------- | ----- | ---- |
| Männer       |                    |               |               |               |               |       |      |
| Arben Kuçana | Luftpistole 10 m   | 577           | 20            | ausgeschieden | ausgeschieden | 577   | 20   |
| Arben Kuçana | Freie Pistole 50 m | 524           | 37            | ausgeschieden | ausgeschieden | 524   | 37   |

### Schwimmen
| Athleten    | Wettbewerb          | Vorlauf     | Vorlauf | Halbfinale    | Halbfinale    | Finale        | Finale        | Rang |
| Athleten    | Wettbewerb          | Zeit        | Rang    | Zeit          | Rang          | Zeit          | Rang          | Rang |
| ----------- | ------------------- | ----------- | ------- | ------------- | ------------- | ------------- | ------------- | ---- |
| Frauen      |                     |             |         |               |               |               |               |      |
| Noel Borshi | 100 m Schmetterling | 1:05,49 min | 1       | ausgeschieden | ausgeschieden | ausgeschieden | ausgeschieden | 40   |
| Männer      |                     |             |         |               |               |               |               |      |
| Sidni Hoxha | 100 m Freistil      | 0:51,11 min | 1       | ausgeschieden | ausgeschieden | ausgeschieden | ausgeschieden | 37   |